# 진저 스냅 (영화)
《진저 스냅》(Ginger Snaps)은 캐나다에서 제작된 존 포세트 감독의 2000년 공포, 스릴러, 코미디, 드라마 영화이다. 에밀리 퍼킨스 등이 주연으로 출연하였고 스티븐 호밴 등이 제작에 참여하였다.

## 출연

### 주연
- 에밀리 퍼킨스
- 캐서린 이자벨

### 조연
- 크리스 렘세
- 미미 로저스
- 제시 모스
- 다니엘 햄톤
- 존 보게이즈
- 피터 켈레그한
- 크리스토퍼 레드맨
- 린지 리즈
- 박광호
- 브라이언 불리
- 스티븐 테일러
- 닉 놀런
- 조이 폴 고디
- 루시 로리스

## 기타
- 미술: 토드 체미아스키
- 세트: 에릭 맥냅
- 의상: 리 칼슨
- 배역: 로빈 D. 쿡